# Mathilda Carmbrant
My Mathilda Carmbrant, född 16 mars 1983, är en svensk sångerska från Skövde, tidigare medlem i Supernatural. Hon undervisar nu (2006) på Balettakademien i Stockholm som danslärare i hiphop. Sedan 2010, även danslärare på Helens dansskola i Skövde.